# Rocket Power
Pour les articles homonymes, voir Power.
Rocket Power est une série télévisée d'animation américaine en 71 épisodes de 22 minutes, créée par Klasky-Csupo et diffusée entre le 16 août 1999 et le 30 juillet 2004 sur Nickelodeon.
En France, la série a été diffusée à partir du 30 août 2001 sur Canal J puis TF1 dans l'émission TF! Jeunesse et sur Nickelodeon, et au Québec à partir du 21 septembre 2003 à Télé-Québec.

## Synopsis
Cette série met en scène un groupe de quatre enfants (Oswald « Otto » Rocket, Regina « Reggie » Rocket, Maurice « Twister » Rodriguez et Sam Dullard dit « Le Mollusque ») partageant la même passion de la glisse et des sports « fun » (skateboard, surf, snowboard, hockey…) sur la « côte sauvage ». Ils sont entourés par le père de Otto et Reggie Rocket, nommé Ray Rocket, qui est propriétaire du « Restaurant de la Plage », et son cuisinier et ami Tito Makani, originaire de Hawaï.

## Distribution

### Voix originales
- Joseph Ashton : Oswald « Otto » Rocket
- Shayna Fox : Regina « Reggie » Rocket
- Sam Saletta (saison 1), Gary LeRoi Gray (saisons 2-3), Sean Marquette (saison 4) : Sam « Squid » Dullard
- Ulysses Cuadra (saisons 1-3) puis Gilbert Leal (saison 4) : Maurice « Twister » Rodriguez
- John Kassir : Ray « Raymundo » Rocket
- Ray Bumatai : Tito Makani
- Lombardo Boyar : Lars Rodriguez
- Henry Gibson : Merv Stimpleton
- Edie McClurg : Violet Stimpleton
- Jennifer Hale : Paula Dullard
- Obba Babatundé : Conroy Blanc
- CCH Pounder (saison 1) puis Denise Dowse (saisons 2-4) : l'officier Shirley
- Lauren Tom : Trish, Sherry Chin
- David Gallagher : Oliver Van Rossum
- Carlos Alazraqui : Raoul Rodriguez
- Tony Hawk : lui-même

### Voix françaises
- Donald Reignoux : Oswald « Otto » Rocket
- Caroline Pascal : Regina « Reggie » Rocket
- Caroline Vigier : Maurice « Twister » Rodriguez
- Marie-Laure Beneston : Sam « Le Mollusque » Dullard, Mme  Marina Stimpleton
- Michel Tugot-Doris : Tito Makani, M.  Edward Stimpleton
- Éric Missoffe : Ray « Raymundo » Rocket, Lars Rodriguez
- Kelvine Dumour : Paula
- Jean-Pierre Moulin : Raoul Rodriguez
- Studios de doublage : L'Européenne de doublage puis Dubbing Brothers[2]
- Direction artistique : Jenny Gérard et Marie-Laure Beneston
- Adaptation : Monique Nevers, Jean-Marie Boyer, Françoise Grilliot, Frédéric Alameunière, Alain Léguillon, Gaëlle Le Clinff, Gérard Homburger, Sylvie Morand, Ginette Langlois-Rinaldi

 Source et légende : version française (VF) sur RS Doublage

## Épisodes
| Saison | Saison | Épisodes | États-Unis        | États-Unis      | France          | France        |
| Saison | Saison | Épisodes | Début de saison   | Fin de saison   | Début de saison | Fin de saison |
| ------ | ------ | -------- | ----------------- | --------------- | --------------- | ------------- |
|        | 1      | 22       | 16 août 1999      | 28 mars 2000    | 30 août 2001    |               |
|        | 2      | 18       | 23 octobre 2000   | 29 juin 2001    |                 |               |
|        | 3      | 20       | 10 septembre 2001 | 16 février 2002 |                 |               |
|        | 4      | 11       | 19 juillet 2003   | 30 juillet 2004 |                 |               |

### Première saison (1999-2000)
1. Le Mollusque
2. Baignade surveillée
3. Le spot secret
4. Jeu de glace
5. Otto 3000
6. Le rôdeur
7. Fête d'anniversaire
8. Les Rocket à la rescousse
9. Twister fait du baby-sitting
10. Grandes déferlantes
11. Associés
12. Papa a un jour de congé
13. Vive les surfeuses
14. Du cinéma en Twistervision
15. D comme déprime
16. Délit de skate
17. Skate informatique
18. Reviens mollusque
19. Du nouveau au skate park
20. Les lugeurs sur la route
21. Le mensonge ne paie pas
22. Règlement de comptes
23. Le mal du pays
24. Perdue retrouvée
25. Sam a du vague à l'âme
26. Une méchante grippe
27. La nuit du sook
28. Les violettes de Violette
29. La colère de Don
30. La patrouille de sécurité
31. Reggie et le filet
32. Grands concours de châteaux de sable
33. Twister a une idée
34. Terreur sur la côte sauvage
35. Le neveu de Tito
36. Otto mobile
37. La piste d'enfer
38. Fracture
39. Journée neigeuse
40. Bienvenue au club
41. La fête à Sam
42. Twister vidéaste
43. Twister nous quitte
44. Un bon coin pour le surf

### Deuxième saison (2000-2001)
1. Atelier Rocket
2. Twister tête en ciment
3. Des requins sur la plage
4. Tournage mouvementé
5. Un équipement de choc
6. Coquillage porte-bonheur
7. Le mur de la gloire
8. La pêche au gros
9. Mr B fait la classe
10. La plonge
11. Le frère idéal
12. Bienvenue à Rocket plage
13. Les surfeurs de légende
14. Le container du futur
15. Les aliens débarquent
16. Une nuit chez le prince des ténèbres
17. Le couloir d'avalanche
18. Le nouveau jeu
19. Un ouragan nommé Maurice
20. Le choix de Reggie
21. Le poisson d'avril
22. Sam le roi du kickball
23. Les grosses vagues
24. La cabane sur la plage
25. Le vieux skate board
26. Twister chef d'équipe
27. Accroche toi Tito
28. Bienvenue Cleo
29. La chasse aux fanions
30. Le mauvais œil
31. Le mont des membres fracassés
32. Une piscine vide
33. Super board force 5
34. La descente california
35. Un skate démoniaque
36. Le grand frisson

### Troisième saison (2001-2003)
1. Une façon de parler
2. Saccage à la plage
3. Être ou ne pas être Otto
4. Reggie ou Regina ?
5. Les marchés de la gloire
6. Kayak en folie
7. Assis Tito
8. Vent de folie
9. Tous les garçons et les filles
10. Sports extrêmes
11. Otto a la frousse
12. Le choc des titans
13. Le miroir aux alouettes
14. Le défi
15. Le repère du faucon
16. Le meilleur des deux
17. La casquette
18. Maratithon
19. Un toutou qui a du chien
20. La bataille infernale
21. La fête du 5 mai
22. Il faut sauver le lieutenant Ryan
23. Brise d'été
24. Le destin de Sammy
25. La partie de rugby
26. Bloqués par la neige
27. Marché conclu !
28. Besoin d'air
29. Reggie lance rocket
30. Fausse alerte
31. À chacun sa place
32. Toujours plus
33. Le super mollusque
34. Un an de plus
35. Le prince Waikikamuko (1)
36. Le prince Waikikamuko (2)
37. Le prince Waikikamuko (3)
38. C'est Noël !

### Quatrième saison (2003-2004)
1. Twist of Fate
2. A Rocket X-Mas
3. Reggie's Big (Beach) Break (3 parties)
4. Island of the Menehune (3 parties)
5. New Girl on the Block / After Shocked
6. The Big Day (2 parties)